# Gregorio Ortega Hernández
Gregorio Ortega Hernández (Soyaniquilpan, Estado de México, 12 de marzo de 1902 - 16 de julio de 1981) fue un periodista mexicano, perteneciente al estridentismo, fundador de Así y Revista de América y principal promotor de Los de abajo en España. Escribió con los pseudónimos "Febronio Ortega", "Ortega", "Máximo Bretal" y "Aldebarán" en Revista de Revistas, El Universal Ilustrado, Ovaciones, Rotofoto, Hoy, Mañana, México Cinema, entre otras publicaciones.

## Carrera
Nació el 12 de marzo de 1902 en Soyaniquilpan, Estado de México.
Estudió brevemente medicina en la Universidad Nacional Autónoma de México.
En 1926 publicó hombres, mujeres: entrevistas, una antología con sus mejores entrevistas (José Vasconcelos, Diego Rivera, Gabriela Mistral, Dr. Atl, Mariano Azuela, Federico Gamboa, Manuel Maples Arce, Alfonso Reyes, Luis G. Urbina, etc.), la cual fue reeditada en 1966 por el Departamento de Literatura del Instituto Nacional de Bellas Artes.
A finales de los años veinte viajó a España y a Francia. Desde España colaboró regularmente con El Universal Ilustrado. Ahí conoció a Manuel Maples Arce y ayudó a que se publicara Los de abajo en 1927 con ilustraciones de Gabriel García Maroto (editorial Biblos).
Durante su estancia en París conoció al poeta surrealista Robert Desnos.
En 1932, ya de regreso en México, editó Molino verde, una monografía sobre el cabaret del mismo nombre con fotografías de Agustín Jiménez.
En 1941 fundó Así, donde escribieron Mario Ezcurdia, José Revueltas, Efraín Huerta, Renato Leduc, etc. y colaboró el fotorreportero Enrique Díaz.
En 1945 fundó Revista de América.
Murió el 16 de julio de 1981.

## Libros publicados
- hombres, mujeres: entrevistas, Ciudad de México, Instituto Nacional de Bellas Artes, 1966.